# Rocca d'Ambin
La Rocca d'Ambin (3378 m è la seconda vetta più alta del Gruppo d'Ambin (dopo la Rognosa d'Etiache), situato sul confine tra l'Italia e la Francia appena a sud del colle del Moncenisio.

## Geografia

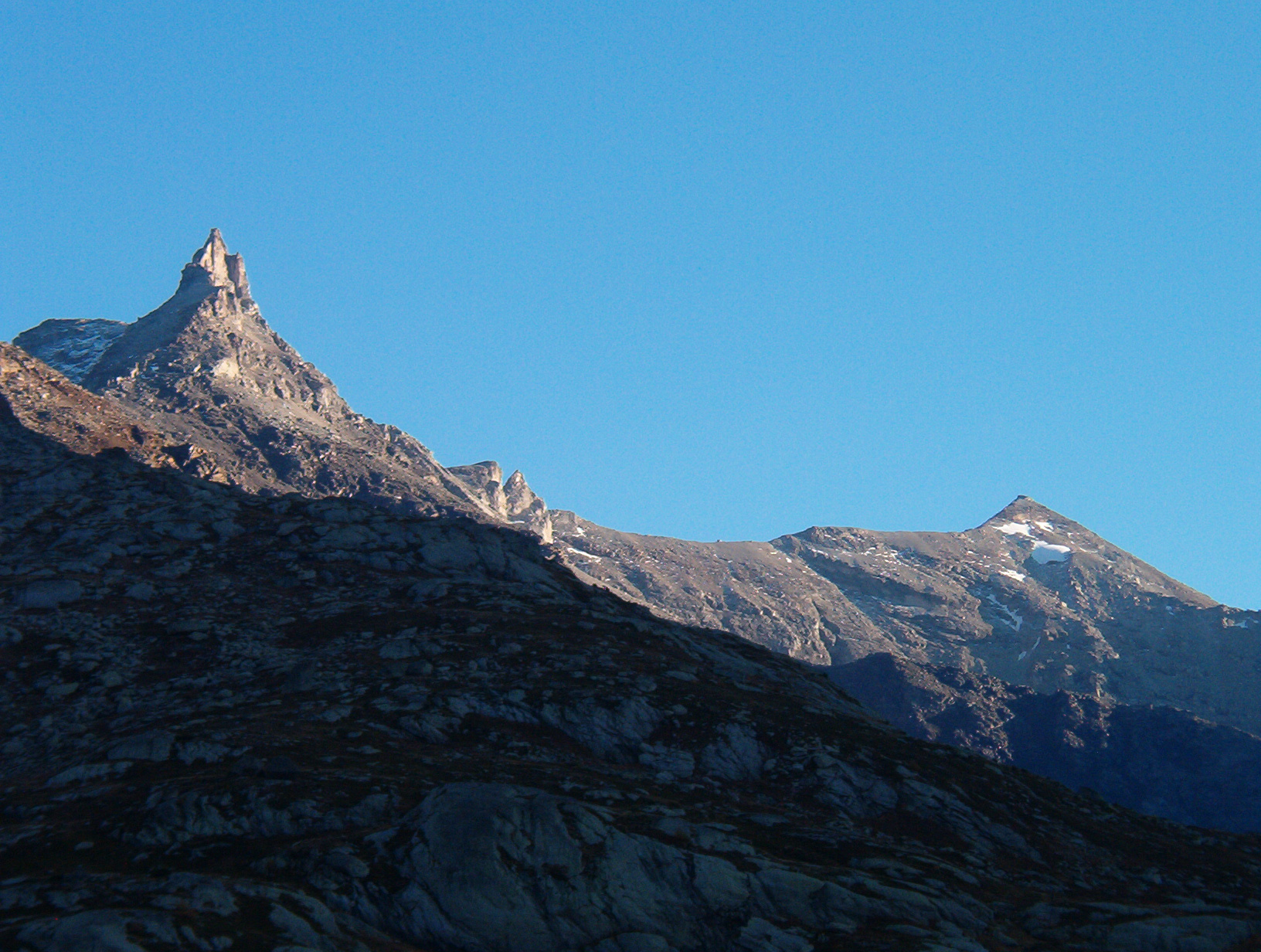
Rocca d'Ambin (a destra) e Denti d'Ambin (a sinistra), visti dal Colle del Piccolo Moncenisio.

Dal versante italiano il Gruppo sovrasta la val di Susa e, particolarmente, l'abitato di Chiomonte e di Exilles. Dal versante francese il gruppo sovrasta l'alta Maurienne.
Oltre alla Rocca d'Ambin le vette principali che compongono il gruppo sono i Denti d'Ambin (3.372 m), la Punta Ferrand (3.348 m) ed il Monte Niblè (3.365 m).

## Rifugi
Alcuni rifugi alpini facilitano la salita alle varie vette e l'escursionismo di alta quota: il Rifugio Levi Molinari, il Rifugio Luigi Vaccarone, nel versante italiano, ed il Refuge d'Ambin nel versante francese.

## Tav
Sotto il Gruppo dell'Ambin è prevista la costruzione del Galleria di base Torino Lione della ferrovia alta velocità tra Torino e Lione.